# Swietłana Ulmasowa
Swietłana Wiktorowna Ulmasowa, z domu Głuchariewa (ros. Светлана Викторовна Ульмасова, род. Глухарева, ur. 4 lutego 1953 we wsi Nowyje Bałykły w rejonie bakalińskim, zm. 6 kwietnia 2009 w Baszkortostanie) – uzbecka lekkoatletka, biegaczka długodystansowa, dwukrotna mistrzyni Europy, rekordzistka świata. W czasie swojej kariery reprezentowała Związek Radziecki. 
Zdobyła brązowy medal w biegu na 3000 metrów na uniwersjadzie w 1975 w Rzymie.
Zwyciężyła na tym dystansie na mistrzostwach Europy w 1978 w Pradze, wyprzedzając Natalię Mărășescu z Rumunii i Grete Waitz z Norwegii. Zajęła 1. miejsce w tej konkurencji na zawodach pucharu świata w 1979 w Montrealu. Kontuzja uniemożliwiła jej start na igrzyskach olimpijskich w 1980 w Moskwie.
25 lipca 1982 w Kijowie ustanowiła rekord świata w biegu na 3000 metrów czasem 8:26,78. Ponownie zwyciężyła na tym dystansie na mistrzostwach Europy w 1982 w Atenach, wyprzedzając Maricicę Puicę z Rumunii i swoją koleżankę  z reprezentacji ZSRR Jelenę Sipatową. Zajęła 4. miejsce w biegu na 3000 metrów na pierwszych mistrzostwach świata w 1983 w Helsinkach. Na igrzyskach dobrej woli w 1986 w Moskwie zdobyła srebrne medale w biegu na 3000 metrów i biegu na 5000 metrów. 
Ulmasowa startowała z powodzeniem w mistrzostwach świata w biegach przełajowych, zajmując indywidualnie 5. miejsce w 1979, 6. miejsce w 1980, 7. miejsce w 1981 i 6. miejsce w 1983 (drużynowo Związek Radziecki zdobył złote medale w 1980 i 1981 oraz srebrne medale w 1979 i 1983).
Była mistrzynią ZSRR w biegu na 3000 metrów w 1978, 1979 i 1981, w biegu na 5000 metrów w 1986 oraz w biegu przełajowym w 1975, 1979, 1980, 1982 i 1983, a w hali mistrzynią w 1982 w biegu na 1500 metrów i biegu na 3000 metrów.
Rekordy życiowe Ulmasowej:
- bieg na 800 metrów – 2:00,8 (1979)
- bieg na 1000 metrów – 2:33,6 (5 sierpnia 1979, Podolsk)
- bieg na 1500 metrów – 3:58,76 (22 sierpnia 1982, Podolsk)
- bieg na milę – 4:23,8 (15 czerwca 1981, Kijów)
- bieg na 3000 metrów – 8:26,78 (25 lipca 1982, Kijów)
- bieg na 5000 metrów – 15:05,50 (8 lipca 1986, Moskwa)
- bieg na 10 000 metrów – 32:14,83 (8 czerwca 1986, Leningrad)